# Kinnie
Kinnie er en bittersød maltesisk sodavand der er Maltas nationaldrik. Den har en bitter tone af appelsin og aromatiske urter.